# Liste des seigneurs d'Evere
Ceci est la liste des seigneurs d'Evere entre 600 et 1795.
Entre 994 et 1183, la seigneurie d'Evere fait partie du comté de Louvain et Bruxelles. Ensuite, jusqu'en 1549, elle est en fief du Duché de Brabant. Son seigneur y détient la haute, la moyenne et la basse justice avec la seule restriction qu'il ne peut faire procéder ni à la mutilation ni à l'exécution des condamnés qui sont du ressort de l'amman de Bruxelles,. Pour ce faire, il nomme un bourgmestre, sept échevins et un greffier qui ont le rôle de rendre cette justice seigneuriale. Entre 1677 et 1772, lorsqu'Evere est incorporée dans la principauté de Hornes, le seigneur confie l'administration à un drossard.
Le seigneur nomme, avec le curé d'Evere, le maître des pauvres, le maître de chapelle et le sacristain. Ce dernier fait aussi office de maître d'école.
Evere n'a jamais compris de tenure importante. La plupart des revenus du seigneur sont constitués de cens. Le chapitre de Soignies, quant à lui, prélève diverses dîmes.
La superficie de la seigneurie n'a cessé de varier au cours des siècles au gré des donations ou des héritages, allant du simple village d'Evere jusqu'à englober des actuelles communes voisines ou partie de celles-ci telles Schaerbeek, Haren, Neder-Hembeek, Woluwe-Saint-Lambert et Machelen selon les époques.

## DuVeauXIIIesiècle
Peu d'informations nous sont parvenues sur cette époque. Rappelons que le régime féodal et la création des seigneuries, provoqué par la faiblesse du pouvoir central, ne commence qu'après la dissolution de l'empire carolingien et la disparition de la notion romaine de proprietas. Avant de devenir une seigneurie, sans doute vers le XIIIe siècle, Evere était un latifundium du pagus de Brabant possédé, depuis le Bas-Empire romain, par de grands personnages. Quelques rares écrits concernent Evere :
- Madelgarius de Famars de Hainaut (607 - 677) est la plus ancienne personne historique connue d'Evere. Madelgarius y possède des terres qu'il cède, vers 670, à l'abbaye qu'il vient de créer à Soignies[3] ;
- le traité de Meerssen de 870 attribue l'abbaye de Soignies et toutes ses possessions, donc en ce Evere y compris, à Charles II le Chauve comme domaine royal. Dès lors, le souverain peut disposer, à son gré, du patrimoine abbatial et rétribuer ses fidèles[4]. C'est ainsi qu'Evere se retrouve propriété des châtelains de Bruxelles ;
- au début du Xe siècle, l'abbaye de Soignie est transformée en chapitre de Soignies et, à partir de la fin de ce même Xe siècle, le chapitre tente de récupérer ses possessions. C'est au XIIe siècle que la propriété d'Evere est disputée  avec le châtelain de Bruxelles Godefroid van der Aa[5],[1] ;
- en 1120, dans un acte de donation passé à Bruxelles, l'évêque de Cambrai fait don des autels[note 3] de Scarenbecca et d'Everna au chapitre de Soignies[6] ;
- en 1227, Léon, fils de Godefroid van der Aa, abandonne dix bonniers de pâture sise à Evere à l'hôpital Saint-Jean de Bruxelles[1].

## DuXIIIesiècleà 1795

### Duché de Brabant (Maison de Lothier et de Limbourg)
Le nom de « Henri, châtelain de Bautersem, seigneur des villages de Perck et d'Elewyt » apparait dans une charte de 1298 autorisant ses sujets d'Evere « à moudre leur grain à leur guise tant qu'aucun moulin ne sera construit sur le territoire de la seigneurie ». Il est le premier de la liste continue des seigneurs d'Evere.
| Liste des seigneurs sous le Duché de Brabant (Maison de Lothier et de Limbourg) (1268 - 1406) |     |                         |                         |        | |
| Nom                                                                                           | Nom | Époque des prérogatives | Époque des prérogatives | Blason | Naissance, décès et notes |
| baron Henri de Bautersem                                                                      |     |                         | 11 juillet 1302         |        | † à Courtrai, 11 juillet 1302 |
| Renaud de Fauquemont                                                                          |     | 11 juillet 1302         | 12 juillet 1333         |        | † le 12 juillet 1333 Époux de Marie-Jeanne de Bautersem (fille du précédent).                                                              |
| chevalier Franc Clutinc, dit "le beau sire Franc",                                            |     | 12 juillet 1333         |                         |        | Époux de Marguerite de Fauquemont (petite fille du précédent). Fut aussi échevin de Bruxelles du lignage t'Serhuygs en 1340, 1345 et 1352. |
| chevalier Franc de Melin                                                                      |     |                         |                         |        | 1er époux de Marguerite Clutinc (fille ainée du précédent).                                                                                |
| François de Melin                                                                             |     | 28 avril 1382           | 1402 (ou 1403)          |        | Fils du précédent. |
| Béatrix Clutinc                                                                               |     | 1402 (ou 1403)          | →                       |        | Tante du précédent et fille cadette du chevalier Franc Clutinc.                                                                            |

### Duché de Brabant (Maison de Bourgogne)
| Liste des seigneurs sous le Duché de Brabant (Maison de Bourgogne) (1406 - 1549) |     |                         |                         |        | |
| Nom                                                                              | Nom | Époque des prérogatives | Époque des prérogatives | Blason | Naissance, décès et notes |
| Béatrix Clutinc                                                                  |     | →                       | 6 juin 1411             |        | |
| Henri de Woude                                                                   |     | 6 juin 1411             | 25 octobre 1415         |        | † à Azincourt, 25 octobre 1415 Fut tué à la bataille d'Azincourt. |
| Florent de Borsele                                                               |     | 25 octobre 1415         |                         |        | † le 14 février 1422 Époux d'Oda Ide de Bautersem (descendante directe au 4e degré de Henri de Bautersem).                                                                                                 |
| chevalier Frans de Borsele                                                       |     |                         | 1470 (ou 1471)          |        | † à Teylingen, 1470 (ou 1471) Fils du précédent. Fut stadhouder de la province de Hollande et adoubé chevalier de l'ordre de la Toison d'or en 1445. En 1432, il épousa, en secret, Jacqueline de Bavière. |
| Jean de Bueren                                                                   |     | 1470 (ou 1471)          | 1452                    |        | † en 1439 Époux d’Éléonore de Borsele (sœur du précédent). |
| Gérard II de Culemborg                                                           |     | 1452                    | 1480                    |        | 1420 - 1480 Époux d’Élisabeth de Bueren (fille du précédent). |
| Gaspar de Culemborg                                                              |     | 1480                    | 10 décembre 1504        |        | 1445 - 21 novembre 1504 Fils du précédent. |
| Jean de Luxembourg                                                               |     | 10 décembre 1504        | 21 janvier 1505         |        | † à Douai, 1508 Époux d’Élisabeth Isabelle de Culembourg (fille ainée du précédent). |
| François de Bailleul                                                             |     | 21 janvier 1505         | 24 mai 1546             |        | Époux d'Aleyde de Culembourg (fille de Gaspar de Culembourg et sœur d'Isabelle). |
| Adrien de Bailleul                                                               |     | 24 mai 1546             | →                       |        | 2e fils du précédent. |

### Brabant méridional (Pays-Bas Espagnols)
| Liste des seigneurs dans le Brabant méridional (Pays-Bas espagnols) (1549 - 1713) |     |                         |                         |        | |
| Nom                                                                               | Nom | Époque des prérogatives | Époque des prérogatives | Blason | Naissance, décès et notes |
| Adrien de Bailleul                                                                |     | →                       | 14 novembre 1585        |        | Participe, en 1578, avec son frère ainé Antoine à la bataille de Gembloux. Tous deux sont prisonniers de Don Juan d'Autriche lors de la chute de la ville.                                                                                              |
| Florent de Bailleul                                                               |     | 14 novembre 1585        | 1586                    |        | Fils du précédent. |
| néant                                                                             |     | 1586                    | 19 septembre 1604       |        | La seigneurie est confisquée en faveur du Quartier de Bruxelles à la suite de la participation d'Adrien de Bailleul à la bataille de Gembloux au côté de l'Église réformée.                                                                             |
| comte Maximilien de Bailleul                                                      |     | 19 septembre 1604       | 21 octobre 1637         |        | † en 1628 Neveu d'Adrien de Bailleul et cousin de Florent. Il obtient, en 1604, une patente de mainlevée de la confiscation au prix de 6 000 livres d'Artois. Fut créé comte en 1614 par l'archiduc Albert d'Autriche.                                  |
| duc Philippe-François de Croy                                                     |     | 21 octobre 1637         | 19 juin 1650            |        | 1610 - 19 juin 1650 Époux de Marie-Madeleine de Bailleul (fille du précédent). |
| comte Ambroise de Hornes                                                          |     | 19 juin 1650            | 26 septembre 1650       |        | Bruxelles, 1609 - Isques, 26 septembre 1656 Époux de Marie-Marguerite de Bailleul fille de Maximilien de Bailleul et sœur de Marie-Madeleine. Fut gouverneur et capitaine-général du comté d'Artois ainsi que général de l'artillerie du roi d'Espagne. |
| comte Eugène Maximilien de Hornes                                                 |     | 26 septembre 1650       | →                       |        | 1er octobre 1631 - 10 mars 1709 Fils du précédent. |

### Principauté de Hornes
Eugène Maximilien de Hornes, comte de Baucignies, de Houtkerque et de Bailleul, baron de Boxtel, de Lesdaing et de Saint-Martin, seigneur de Piermont, de Lestrem, d'Evere et d'Yssche est élevé au titre de prince le 19 octobre 1677 par Charles II d'Espagne. Evere est ainsi incorporée dans la principauté de Hornes,.
| Liste des seigneurs de la principauté de Hornes (1677 - 1783) |     |                         |                         |        | |
| Nom                                                           | Nom | Époque des prérogatives | Époque des prérogatives | Blason | Naissance, décès et notes |
| prince Eugène Maximilien de Hornes                            |     | →                       | 10 mars 1709            |        | Élevé au titre de prince le 19 octobre 1677.                                                                                     |
| prince Philippe-Emmanuel de Hornes                            |     | 10 mars 1709            | 17 octobre 1718         |        | 25 novembre 1661 - 17 octobre 1718 Fils du précédent.                                                                            |
| prince Maximilien Emmanuel de Hornes                          |     | 17 octobre 1718         | 12 janvier 1763         |        | Bruxelles, 17 octobre 1695 - Overijse, 12 janvier 1763 Fils du précédent. Adoubé chevalier de l'ordre de la Toison d'or en 1749. |
| princesse Marie-Thérèse de Salm-Kirbourg                      |     | 12 janvier 1763         | 14 août 1772            |        | Bruxelles, 19 octobre 1725 - Paris, 19 juin 1783 Fille du précédent. Elle est la dernière héritière des de Hornes.               |

### Brabant méridional (Pays-Bas autrichiens)
Le 14 août 1772, la princesse Marie-Thérèse de Salm-Kirbourg échange avec Adrien Walckiers, seigneur de Tronchiennes, la seigneurie d'Evere contre celle de Ten-Hove à Overyssche. Evere ne fait plus partie de la principauté de Hornes.
| Liste des seigneurs dans le Brabant méridional (Pays-Bas autrichiens)(1713 - 1795) |     |                         |                         |        |                                                               |
| Nom                                                                                | Nom | Époque des prérogatives | Époque des prérogatives | Blason | Naissance, décès et notes                                     |
| vicomte Adrien Ange Walckiers de Tronchiennes                                      |     | 14 août 1772            | 1er octobre 1795        |        | Grammont, 1721 - Bruxelles, 17 mai 1799 Créé vicomte en 1786. |

## À partir de 1795
Le 1er octobre 1795, les Pays-Bas autrichiens sont annexés à la Première République française, toutes les seigneuries sont dissoutes et le territoire est divisé en départements eux-mêmes divisés en cantons puis en municipalités. Evere, qui compte moins de 5 000 habitants est intégrée, avec dix autres entités, à la municipalité du canton de Woluwe-Saint-Étienne qui avec d'autres cantons fait partie du département de la Dyle. Elle est gérée par un agent municipal, secondé par un seul adjoint. Cet agent fait office de chef de la police, d'officier de l'état civil et d'exécuteur local des résolutions prises par le pouvoir municipal.

Avec l'instauration du Consulat le 1er janvier 1800, Evere devient une commune à part entière et son premier maire est André O'Kelly.